# Youri Barinov
Pour les articles homonymes, voir Barinov.
Youri Viktorovitch Barinov (en russe : Юрий Викторович Баринов), né le 31 mai 1955, à Gorki (URSS), a été un coureur cycliste de l'URSS. Membre de l'équipe de l'union soviétique, il a couru de nombreuses courses « open ». Vainqueur en 1980 de la Course de la Paix, il obtenait la même année, aux Jeux olympiques d'été de Moscou la médaille de bronze, pour sa troisième place dans l'épreuve individuelle.

## Biographie

### Débuts tardifs dans le cyclisme international
Affilié au club Troud  de sa ville natale Gorki, en Union soviétique, Yuri Barinov n'est intégré dans l'équipe de l'Union soviétique que tardivement, en 1979, après des études qui le mènent au professorat d'éducation physique. Il est alors marié et a deux enfants. C'est sur les routes françaises du Grand Prix cycliste de L'Humanité qu'il semble avoir obtenu sa première sélection hors des frontières soviétiques.

### 1980, de laCourse de la Paixau "bronze olympique"
L'année 1980 est celle au cours de laquelle le talent de ce coureur, qui n'a pas une stature physique exceptionnelle (1,73 m, 71 kg), se manifeste de façon éclatante : victoire sur la Course de la Paix, brio au Tour de l'Avenir, et médaille de bronze aux Jeux olympiques, dans une épreuve où la présence au-devant de la course de son leader Sergueï Soukhoroutchenkov impliquait un travail d'équipier de sa part.
Néophyte sur la Course de la Paix, il s'impose dans le prologue, disputé à Varsovie. Cédant le lendemain le maillot jaune ornée de la colombe pacifique à Olaf Ludwig, il le reprend au soir de la 3e étape qu'il termine à la seconde place derrière son coéquipier Sergueï Morozov. Avec deux autres échappés, dont le néerlandais Peter Winnen, il met à profit le relief du sud de la Pologne pour éloigner le jeune allemand. Pourtant le contre-la-montre de la 8e étape permet à Olaf Ludwig de revenir à la première place. Barinov cède plus d'une minute au coureur de la RDA. La 10e étape dans les reliefs entre la Saxe et nord de la Bohème permet à un trio de baroudeurs de la montagne de faire sauter les défenses des autres équipes. Youri Barinov remporte l'étape  et reprend définitivement la première place de la course, aidé par une équipe soviétique au sommet. L'écart qui le sépare de son suivant, Peter Winnen est de près de quatre minutes, Olaf Ludwig est troisième à 4 minutes 12 secondes.
Non moins néophyte des routes françaises, il réalise une performance au Tour de l'Avenir en remportant trois étapes en ... trois jours d'affilée. Il remporte le classement par points, et termine cinquième au classement général final.
Entre les deux grandes épreuves amateurs du moment, il est monté sur la troisième marche du podium des Jeux olympiques à Moscou, où son rôle dans l'aide à la victoire de son leader d'équipe Sergueï Soukhoroutchenkov est souligné par le vainqueur lui-même.

### 1981, coureur de fond, la saison exceptionnelle
Sur la lancée de l'année olympique, Youri Barinov confirme la saison suivante une classe et une santé peu communes. L'inventaire de ses participations aux épreuves de l'année 1981 est marqué par 2 victoires dans des courses « open », le Circuit de la Sarthe, et surtout le Tour de Luxembourg, plusieurs succès d'étapes, et un nombre de places dans les meilleurs rangs. Le relevé du nombre des jours de course du « stakhanoviste » Barinov, est considérable, d'autant qu'il est loin d'y être passif : 
- 17 février-2 mars, au Tour de Cuba, 14 jours
- fin mars/début avril, au Tour de Sotchi, 6 jours
- 15-18 avril, au Circuit de la Sarthe : 4 jours
- 26 avril-1er mai au Tour des régions italiennes : 6 jours
- 8-21 mai, à la Course de la Paix : 14 jours
- 11-14 juin, au Tour de Luxembourg : 4 jours
- 26 juin-5 juillet, sur la Coors Classic aux États-Unis : 10 jours
- 11-19 août, au Tour de Slovaquie: 9 jours
- 29 août au Championnat du monde à Prague : 1 jour
- 8-21 septembre, au Tour de l'Avenir : 14 jours.

Les 81 jours de compétitions en étapes et de championnat sont ceux d'un professionnel. Un tel programme, auquel s'ajoutent les durées des transports (2 allers-retours vers le Continent américain) peut faire douter de la compétence réelle des entraîneurs de l'équipe soviétique quant à la gestion des carrières de leurs coureurs. Youri Barinov n'est présent au sommet des compétitions cyclistes que peu d'années. À sa décharge, on peut remarquer qu'il est venu tardivement (à l'âge de 25 ans) dans les grandes compétitions internationales et qu'il avait un potentiel physique apte à supporter de fortes charges de travail et un mental de fer. Sans doute le coureur peu sûr de son avenir dans le cyclisme de haut-niveau puise-t-il ses réserves.

### Deux fois, Numéro 2 mondial des coureurs "amateurs"
Au terme de la saison 1981, il est de manière officieuse, reconnu, comme en 1980, deuxième coureur « amateur » de l'année par le Trophée international Merlin-Plage. Mais c'est en fait la fin de sa carrière internationale. Il apparaît encore assez modestement dans quelques courses en 1982. L'année suivante il se signale au Tour de Pologne en gagnant une étape, avant de rentrer dans le rang. Son palmarès brillant le place parmi les meilleurs, mais laisse une sensation d'inachevé. Reste que ses victoires sur les coureurs professionnels de l'année 1981 montrent le haut niveau atteint par l'élite du cyclisme "amateurs" de l'Europe de l'Est.
En 1985 cependant, il est sélectionné dans l'équipe d'URSS qui participe à la Vuelta espagnole dans le cadre de l'ouverture de cette course aux "amateurs" de l'Est européen. Il termine la course, mais à un classement qui a peu à voir avec le champion des années 1980-1981.  

## Palmarès

### Palmarès année par année
- 1978
  - 2e du Tour de Bulgarie
- 1979
  - Tour de Bulgarie
  - 3e du Grand Prix cycliste de L'Humanité
- 1980
  - Coupe nationale de l'URSS
  - Course de la Paix :
    - Classement général
    - Prologue et 10e étape

  - Tour de l'Avenir : 
    - Classement par points
    - 9e, 10e et 11eb étapes

  - 2e du championnat d'URSS sur route[9]
  - 2e du Tour de Crimée (URSS)
  - 3e du Ruban granitier breton
  -  Médaille de bronze de la course en ligne des Jeux olympiques de Moscou
  - 5e du Tour de l'Avenir
- 1981[10]
  - Circuit de la Sarthe : 
    - Classement général
    - 4eb étape

  - Tour de Sotchi :
    - Classement général
    - 2e étape (contre-la-montre)

  - 3e étape du Tour des régions italiennes
  - Tour de Luxembourg
  - 10e étapes de la Coors Classic
  - 2e et 3e étapes du Tour de Slovaquie[11]
  - Grand prix cycliste Moscou-Krylatskoïe[12]
  - 2e du Tour des régions italiennes
  - 2e du Tour de Slovaquie
  - 3e de la Coors Classic
- 1982
  - 2eb étape du Tour de Sotchi
  - 3e de la Course de la Paix
- 1983
  - 8e étape du Tour de Pologne

### Résultats dans les grands tours

#### Tour d'Espagne
1 participation 
- 1985 : 72e

### Autres classements
- Victoire au Classement par équipes avec l'équipe de l'URSS de la Course de la Paix : 1980 et 1981.
- Victoire au Classement par équipes avec l'équipe de l'URSS au Tour de l'Avenir : 1980 et 1981.
- 4e du Tour de Cuba : 1981
- 4e du Circuit de la Sarthe : 1982
- 6e du Tour des Régions italiennes : 1982
- 9e de la Course de la Paix : 1981
- 12e du championnat du monde sur route amateurs : 1981
- 18e du Tour de l'Avenir : 1981

### Distinctions
- (1980) Maître des sports émérite (cyclisme) de l'URSS
- Classé 2e du  Trophée international des Palmes d'Or « Merlin-Plage » pour l'année 1980[13]
- Classé 2e du Trophée international des Palmes d'Or « Merlin-Plage » pour l'année 1981[14].